# Élections législatives de 1906 dans le Gard
Les élections législatives en Gard, ont lieu les dimanches 6 mai 1906 et 20 mai 1906.
Elles ont pour but d'élire les 6 députés représentant le département à la Chambre des députés pour un mandat de quatre années.

## Mode de scrutin
L'élection se fait au scrutin d'arrondissement, soit un mode uninominal majoritaire à deux tours.
La circonscription pour l'élection est l'arrondissement.
Le scrutin est individuel, chaque arrondissement élisant un député.
Les arrondissements qui ont plus de cent mille habitants sont divisés. Dans ce cas on élit un député par circonscription électorale.
L'article 18 précise qu'il faut réunir pour être élu au premier tour :
1. La majorité absolue des suffrages exprimés ;
2. Un nombre de suffrages égal au quart des électeurs inscrits.

Au deuxième tour la majorité relative suffit. En cas d'égalité c'est le plus âgé qui est élu.

## Résultats par arrondissement
- Les résultats viennent de la vérification des pouvoirs effectuée par la Chambre des députés, consignés dans le Journal Officiel, Débats parlementaires[1].

### Arrondissement d'Alès

#### 1recirconscription
- Elle regroupe les cantons du sud de l'arrondissement, soit ceux de Alès-Ouest, Alès-Est, Saint-Jean-du-Gard, Anduze, Lédignan et de Vézénobres, au nord du département.

| Candidats      | Candidats           | Étiquette      | Premier tour | Premier tour | Ballottage | Ballottage |
| Candidats      | Candidats           | Étiquette      | Voix         | %            | Voix       | %          |
| -------------- | ------------------- | -------------- | ------------ | ------------ | ---------- | ---------- |
|                | Marius Devèze *     | SFIO           | 7 824        | 48,23        | 10 387     | 66,95      |
|                | Alain Maingard      | Libéral        | 4 810        | 29,65        | 5 102      | 32,88      |
|                | Charles Berthézenne | Rad ind        | 3 418        | 21,07        | 8          | 0,05       |
|                | Codou               | Soc ind        | 147          | 0,91         | 7          | 0,05       |
|                | Ernest Dupuy        |                | 11           | 0,07         |            |            |
|                |                     |                |              |              |            |            |
| Inscrits       | Inscrits            | Inscrits       | 20 495       | 100,00       | 20 495     | 100,00     |
| Votants        | Votants             | Votants        | 16 293       | 79,50        | 15 746     | 76,83      |
| Blancs et nuls | Blancs et nuls      | Blancs et nuls | 72           | 0,44         | 231        | 1,13       |
| Exprimés       | Exprimés            | Exprimés       | 16 221       | 99,56        | 15 515     | 98,87      |

*sortant

#### 2ecirconscription
- Elle regroupe les cantons du nord de l'arrondissement, soit ceux de Génolhac, Grand-Combe, Bessèges, Saint-Ambroix et de Barjac, au nord du département.

|                | Fernand de Ramel * | Conservateur   | 9 220  | 51,72  |  |  |
|                | Plantier-Noguier   | SFIO           | 6 070  | 34,05  |  |  |
|                | Fernand Chazot     | Rad-soc        | 2 181  | 12,23  |  |  |
|                | Jules Champolllion | Soc ind        | 71     | 0,40   |  |  |
|                | Charles Lagenié    |                | 20     | 0,11   |  |  |
|                |                    |                |        |        |  |  |
| Inscrits       | Inscrits           | Inscrits       | 21 693 | 100,00 |  |  |
| Votants        | Votants            | Votants        | 17 974 | 82,86  |  |  |
| Blancs et nuls | Blancs et nuls     | Blancs et nuls | 147    | 0,82   |  |  |
| Exprimés       | Exprimés           | Exprimés       | 17 827 | 99,18  |  |  |

*sortant

### Arrondissement de Nîmes

#### 1recirconscription
- Elle regroupe les cantons plutôt urbains de l'arrondissement, soit ceux de Nîmes-1, Nîmes-2, Nîmes-3 et de Saint-Mamert, au centre-sud du département.

| Candidats      | Candidats           | Étiquette      | Premier tour | Premier tour | Ballottage | Ballottage |
| Candidats      | Candidats           | Étiquette      | Voix         | %            | Voix       | %          |
| -------------- | ------------------- | -------------- | ------------ | ------------ | ---------- | ---------- |
|                | Joseph Ménard       | Libéral        | 8 650        | 47,68        | 8 710      | 48,07      |
|                | François Fournier * | SFIO           | 7 001        | 38,59        | 9 389      | 51,82      |
|                | Eugène Auquier      | Progressiste   | 1 264        | 6,97         | 4          | 0,02       |
|                | Jean Beauregard     | Rad-soc        | 1 200        | 6,61         | 1          | 0,01       |
|                | Eugène de Masquard  | Soc ind        | 34           | 0,19         | 4          | 0,02       |
|                | André Bois          |                | 9            | 0,05         | 1          | 0,01       |
|                | Émile Malava        |                | 2            | 0,01         |            |            |
|                |                     |                |              |              |            |            |
| Inscrits       | Inscrits            | Inscrits       | 25 617       | 100,00       | 25 617     | 100,00     |
| Votants        | Votants             | Votants        | 18 179       | 70,97        | 18 278     | 71,35      |
| Blancs et nuls | Blancs et nuls      | Blancs et nuls | 36           | 0,20         | 159        | 0,87       |
| Exprimés       | Exprimés            | Exprimés       | 18 143       | 99,80        | 18 119     | 99,13      |

*sortant

#### 2ecirconscription
- Elle regroupe les cantons du sud de l'arrondissement, soit ceux de Sommières, Vauvert, Aigues-Mortes, Saint-Gilles, Beaucaire, Marguerittes et de Aramon, tout au sud du département.

|                | Gaston Doumergue * | Rad-soc        | 11 329 | 57,52  |  |  |
|                | Magne              | Conservateur   | 5 926  | 30,09  |  |  |
|                | Hubert Rouger      | SFIO           | 2 442  | 12,40  |  |  |
|                |                    |                |        |        |  |  |
| Inscrits       | Inscrits           | Inscrits       | 26 790 | 100,00 |  |  |
| Votants        | Votants            | Votants        | 19 858 | 74,13  |  |  |
| Blancs et nuls | Blancs et nuls     | Blancs et nuls | 163    | 0,82   |  |  |
| Exprimés       | Exprimés           | Exprimés       | 19 695 | 99,18  |  |  |

*sortant

### Arrondissement d'Uzès
- Elle regroupe tous les cantons de l'arrondissement, au nord-est du département.

| Candidats      | Candidats        | Étiquette      | Premier tour | Premier tour | Ballottage | Ballottage |
| Candidats      | Candidats        | Étiquette      | Voix         | %            | Voix       | %          |
| -------------- | ---------------- | -------------- | ------------ | ------------ | ---------- | ---------- |
|                | de Crussol       | Conservateur   | 8 366        | 43,21        | 9 259      | 46,01      |
|                | Pierre Poisson * | Rad-soc        | 6 896        | 35,62        | 10 841     | 53,87      |
|                | Léon Baylet      | SFIO           | 3 511        | 18,13        | 23         | 0,11       |
|                | Raymond          | Progressiste   | 594          | 3,07         | 11         | 0,06       |
|                |                  |                |              |              |            |            |
| Inscrits       | Inscrits         | Inscrits       | 25 231       | 100,00       | 25 231     | 100,00     |
| Votants        | Votants          | Votants        | 19 465       | 77,15        | 20 296     | 80,44      |
| Blancs et nuls | Blancs et nuls   | Blancs et nuls | 103          | 0,53         | 201        | 0,99       |
| Exprimés       | Exprimés         | Exprimés       | 19 362       | 99,47        | 20 123     | 99,01      |

*sortant

### Arrondissement du Vigan
- Elle regroupe tous les cantons de l'arrondissement, à l'ouest du département.

| Candidats      | Candidats                | Étiquette      | Premier tour | Premier tour | Ballottage | Ballottage |
| Candidats      | Candidats                | Étiquette      | Voix         | %            | Voix       | %          |
| -------------- | ------------------------ | -------------- | ------------ | ------------ | ---------- | ---------- |
|                | Ulysse Pastre *          | SFIO           | 7 097        | 47,89        | 7 962      | 53,83      |
|                | Paul Cazalis de Fondouce | Libéral        | 5 906        | 39,85        | 6 818      | 46,09      |
|                | Laporte                  | Rad-soc        | 1 810        | 12,21        |            |            |
|                |                          |                |              |              |            |            |
| Inscrits       | Inscrits                 | Inscrits       | 17 653       | 100,00       | 17 653     | 100,00     |
| Votants        | Votants                  | Votants        | 14 850       | 84,12        | 14 922     | 84,53      |
| Blancs et nuls | Blancs et nuls           | Blancs et nuls | 30           | 0,20         | 143        | 0,96       |
| Exprimés       | Exprimés                 | Exprimés       | 14 820       | 99,80        | 14 792     | 99,04      |

*sortant